# Ambostracon microreticulatum
Ambostracon microreticulatum är en kräftdjursart som först beskrevs av LeRoy 1943.  Ambostracon microreticulatum ingår i släktet Ambostracon och familjen Hemicytheridae. Inga underarter finns listade i Catalogue of Life.